# 桑原足床
桑原 足床（くわはら の たりとこ/たるとこ）は、奈良時代の貴族。名は足得とも記される。姓は村主のち公。官位は従五位上・伯耆介。

## 経歴
本貫は右京。天平年間に東大寺写経所の校生を務める。
天平宝字8年（764年）藤原仲麻呂の乱終結後に行われた叙位にて外従五位下に叙せられる。天平神護2年（766年）一族の岡麻呂らと共に村主姓から公姓に改姓し、翌天平神護3年（767年）外従五位上に昇叙される。称徳朝末の神護景雲4年（770年）能登員外介として地方官に転じた。
光仁朝の宝亀8年（777年）内位の従五位上に叙せられると、宝亀9年（778年）造西大寺次官、天応元年（781年）造東大寺次官と光仁朝末から桓武朝初頭にかけて西大寺・東大寺の造営を担当した。延暦2年（783年）伯耆介として再び地方官に転じる。延暦8年（789年）皇太后・高野新笠、翌延暦9年（790年）皇后・藤原乙牟漏の崩御に際して、いずれも御葬司を務めた。

## 官歴
『続日本紀』による。
- 天平13年（741年） 6月30日：写経生[1]
- 時期不詳：正六位上
- 天平宝字8年（764年） 10月7日：外従五位下
- 天平神護2年（766年） 2月29日：村主姓から公姓に改姓
- 天平神護3年（767年） 2月4日：外従五位上
- 神護景雲4年（770年） 6月3日：能登員外介
- 宝亀8年（777年） 12月26日：従五位上（内位）
- 宝亀9年（778年） 8月20日：造西大寺次官
- 天応元年（781年） 5月25日：造東大寺次官
- 延暦2年（783年） 2月25日：伯耆介
- 時期不詳：散位
- 延暦8年（789年） 12月29日：御葬司（皇太后・高野新笠崩御）
- 延暦9年（790年） 閏3月11日：御葬司（皇后・藤原乙牟漏崩御）